# GK 엔터테인먼트
GK 엔터테인먼트(GK entertainment)는 강태룡이 2006년 2월 1일 설립한 대한민국의 애니메이션 제작 기업이다. 본사는 부천시 부천로198번길 18, 202동 1201호 (춘의동, 춘의테크노파크Ⅱ)에, 본점은 제주특별자치도 서귀포시 동홍로 41, 나동 2층 B204호 (동홍동, 아시아CGI애니메이션센터)에 위치해 있다.

## 참여 작품

### 텔레비전 작품
- 명탐정 코난 (1996년 ~, 영상 및 최종 작업) ※중간에 참여
- NHK에 어서오세요! (2006년, 원화 및 제 2 원화 · 영상 · 최종 작업)
- 디 그레이맨 (2006년, 원화 및 제 2 원화 작업)
- 코드기어스 반역의 를르슈 R2 (2008년 제 2 원화)
- 슬랩업 파티 아라드 전기 (2009년 GONZO와 공동 제작)
- 어떤 과학의 초전자포 (2013년 원화)
- 사키 (2013년 원화 및 제 2 원화 ·동화·마감)
- 유루유리(2011년,2012년 원화 동화 제작 협력 마감)
- 바보와 시험과 소환수(2010년 원화)
- 어떤과학의 초전자포(2009년 원화)
- 성흔의 케이사 (2010년,2011년 원화 제2원화 동화 마감)
- 투하트 2기 OVA (2007년 원화)
- 이누야사 완결판(2009년 원화)
- 어떤과학의 초전자포 (2009년 원화)
- 마유비 검첩 (원화)
- 하늘의 유실물 Forte(동화)
- 로자리오와 뱀파이어(2008년 제2원화,동화,디지털페인트)
- 이니셜 D 5기(원화)
- PSYCO-PASS(2013년
- 아이카츠(원화,제2원화)
- 노래하는 왕자님(제2원화)
- 투하츠2 OVA(원화)
- 디트로이드 메탈시티(동화)
- 내 뇌속의 선택지가 학원 러브코미디를 전력으로 방해하고 있다(2013년 원화,제2원화)
- 어떤과학의 초전자포(2009년 원화)
- 동쪽의 에덴(동화,마무리)
- 강철의 연금술사 리메이크(원화,제2원화)
- 마기(2012년 원화,제2원화)
- 성흔의 퀘이사(원화,제2원화,동화,마무리)
- School days(원화)
- 클래스룸크라이시스

출처: 더빙기획샛바람,문화창작위원회

### 극장판
- 명탐정 코난 극장판 11기 - 감벽의 관 (2007년, 원화 및 영상 · 디지털 페인트 작업)
- 명탐정 코난 극장판 12기 - 전율의 악보 (2008년, 원화 및 제 2 원화 등 작업)
- 명탐정 코난: 절해의 탐정(2013년)
- 에반게리온 신극장판 : 서 (2007년, 원화 및 제 2 원화 · 영상 작업)